# Langue construite
 (février 2022).
Si vous disposez d'ouvrages ou d'articles de référence ou si vous connaissez des sites web de qualité traitant du thème abordé ici, merci de compléter l'article en donnant les références utiles à sa vérifiabilité et en les liant à la section « Notes et références ».
 (février 2022).
 (février 2022).
- Si vous ne connaissez pas le sujet, laissez ce bandeau (vous pouvez alors contacter les auteurs).
- Si vous supprimez le contenu mis en cause (vous pouvez préalablement contacter les auteurs),

argumentez précisément cette suppression dans la page de discussion
(un manque de référence n'est pas un argument ; une recherche réelle de référence doit avoir été effectuée, être formellement documentée).

Le drapeau des langues construites, représentant la tour de Babel.

Une langue construite ou planifiée (ou idéolangue, parfois dénommée langue artificielle, ou conlang pour constructed language en anglais) est, comme par exemple l’espéranto, une langue créée par une ou plusieurs personnes dans un temps relativement bref, contrairement aux langues naturelles dont l'élaboration est en grande partie spontanée et sans plan d'ensemble. Il est donc parfois difficile de cloisonner les langues dans ces deux catégories. Généralement, on trouve une grande part d'arbitraire et d'exceptions dans les langues naturelles, ce qui est plus rare parmi les langues construites, puisqu'elles sont généralement consciemment faites pour être accessibles, et donc exemptes d'exceptions.

## Langues construites utilisées, langues non ou très peu parlées restées imaginaires et langues naturelles pluriséculaires
Contrairement à une représentation fort répandue, toutes les langues naturelles écrites sont dans une certaine mesure des langues mixtes, à la fois naturelles et artificielles — créées avec art — puisqu'elles ont connu des interférences au cours de leur développement. Rabelais écrit au XVIe siècle : « C'est erreur de dire que nous ayons langage naturel : les langues sont par institution arbitraire et convention des peuples ».
Certaines langues naturelles actuelles ont subi des processus de planification et sont donc en partie artificielles. C'est le cas de l'indonésien, du serbo-croate, de l'hébreu moderne, du norvégien (nynorsk), de l'allemand, du mandarin. Ces langues ne sont pourtant pas considérées aujourd'hui comme des langues artificielles : le terme qui leur est appliqué en sociolinguistique est celui de « langue ausbau ». C'est aussi le cas des langues construites visant à l'intercommunicabilité entre des formes dialectales non mutuellement intelligibles, souvent à cause de la distance, sont qualifiées de « langue-toit » (ou lingua franca) : cas de l'arabe littéraire, du français (principalement formé à partir de la langue d'oïl) ou du romanche.
La différence tient donc davantage à un facteur d'échelle :
- les langues naturelles pluriséculaires ont une origine beaucoup plus reculée et se créent plutôt qu'elles ne sont créées à partir d'une langue mère par divers processus généralement non planifiés de transformation, d'adaptation, étudiés par la phonétique historique ;
- les langues nationales et régionales reconstruites sont porteuses d'un but : renforcement d'une identité nationale (comme le nynorsk, l'hébreu), ou régionale, maintien d'une cohésion « nationale » (arabe littéraire) ;
- les langues construites ont été créées ou plutôt initiées dans un passé plus ou moins proche par un groupe limité, voire par une seule personne, et de façon volontaire. Leur processus de création s'étale sur un temps assez bref (quelques années ou quelques décennies) ;
- dans les langues construites internationales, il faut distinguer de véritables langues internationales (moins d'une demi-douzaine) qui ont une communauté de locuteurs présente dans de nombreux pays et les très nombreux projets ou même esquisses de projets de langues internationales dont le nombre est proche du millier, mais dont le nombre de locuteurs réguliers, quand il existe, est le plus souvent de moins d'une centaine ;
- les langues construites peuvent être plus faciles à apprendre qu'une langue naturelle, en particulier si elles ont été conçues avec cet objectif, en particulier grâce à une grammaire régulière évitant les irrégularités ; l'exemple le plus connu est l'espéranto, avec sa caractéristique agglutinante.

## Les motivations et réalisations
On peut distinguer plusieurs sortes de motivations et des degrés extrêmement différents d'utilisation pratique pour les langues construites.
 (23 juillet 2025).

### Une langue internationale parlée dans 120 pays
La volonté de créer une langue internationale est avant tout un acte politique :
- le peuple qui réussit à imposer sa langue nationale comme langue de communication internationale, impose également sa culture et son style de vie. Une langue construite permettrait de sauvegarder la diversité des cultures. Cependant, elle peut contenir également une partie de la culture de son constructeur (choix des racines, grammaire choisie, prononciation, etc.), et l'imposer donc aussi si les choix de son initiateur n'ont pas été éclairés par une grande connaissance des autres cultures et des autres langues. Le critère d'internationalité est donc très important. Ainsi concernant l'espéranto, les racines sont essentiellement d'origine indo-européenne, car les plus internationalisées, mais les radicaux sont  invariables, ce qui est une caractéristique des langues agglutinantes et surtout isolantes, majoritairement parlées en Asie et fréquentes en Afrique ;
- les langues nationales de communication internationale sont complexes à apprendre, et seule une petite minorité peut parvenir à les maîtriser suffisamment bien pour une communication internationale de qualité.

L'espéranto occupe une place à part. Avec des locuteurs réguliers disséminés dans 120 pays du monde, c'est une des langues utilisées comme langue de communication internationale de manière auxiliaire, mais, sauf exception rare, sans soutien étatique, médiatique, scolaire, elle est loin derrière bien sûr des langues dominantes comme l'anglais, le français, l'espagnol ou l'arabe. Cependant, contrairement aux langues plurinationales de communication internationale, l'espéranto est la seule langue qui est utilisée exclusivement comme langue véhiculaire. Conçu dès le départ comme langue internationale, l'espéranto bénéficie d'une grammaire et d'un vocabulaire réguliers qui en font l'une des langues les plus rapides à apprendre et à maîtriser. En 1922, 13 pays incluant environ la moitié de la population mondiale, dont la Chine, les Indes et le Japon, recommandent d'utiliser l'espéranto comme langue de travail additionnelle de la Société des Nations, mais une grande puissance (la France de la chambre "bleu-horizon") met son véto. Les régimes totalitaires des années 1930, puis la guerre froide bloquent ensuite son essor diplomatique et scolaire. Internet, le monde de plus en plus multipolaire, l'Europe et l'urgence écologique autorisent un essor de nouveau plus rapide.
Le patrimoine littéraire espérantophone est l’un des plus riches et divers parmi les littératures en langues construites : il existe plus de 25 000 livres en espéranto (œuvres originales et traductions) ainsi que plus de cent revues qui paraissent régulièrement, malgré le fait que l’espéranto n’existe que depuis 1887. En comparaison, l’intégralité de la littérature d’Islande, pays créé au ixe siècle et dénombrant environ 330 000 habitants, est formée par moins de 50 000 livres.

### Les langues très peu ou pas du tout parlées (micro-langues et quasi-langues)
La plupart des projets de « langues » construites ne sont jamais devenus des langues parlées et n'ont jamais authentiquement fonctionné.

#### L'application d'un principe théorique
Certaines langues construites, comme le loglan ou le lojban, ont été créées pour illustrer des théories linguistiques telles que l'hypothèse Sapir-Whorf, selon laquelle le langage contribue largement à créer une représentation du monde. Le lojban, par exemple, est une langue pensée pour être le plus logique et précise possible, sans ambigüité. Autre exemple, le láadan, langue qui place le féminin avant le masculin, contrairement à de nombreuses langues naturelles pluriséculaires, comme le français par exemple.

#### Un besoin utilitaire nécessitant une interface de communication
Deux cas de figure se présentent :
- des situations spécifiques, par exemple la prise en considération d'un handicap et l'adaptation de la communication aux performances du handicapé. De telles langues, comme les langues des signes pour les sourds, suivent une logique différente de celle des langues ordinaires. Certaines ne sont par contre que des translittérations de langues communes (alphabet braille). Certains domaines techniques ont aussi développé des pasigraphies comme le code international des signaux maritimes, destiné au départ à la communication entre les navires français et anglais et qui s'est développé dans le monde entier. S'il n'est plus en usage que pour les signaux relatifs à la sécurité, il était aussi utilisé, avant le déploiement des radio-télécommunications, pour transmettre des messages arbitraires par la technique du « mot-à-mot »[4] ;
- la communication avec des destinataires non humains, par exemple les langages informatiques, voire les robots. Il ne s'agit parfois que de quelques mots ou bruits. Un cas intermédiaire est l'utilisation d'un langage contrôlé pour assister la traduction automatique[5]. C'est le cas de l'anglais simplifié ASD-STE100, créé par l'industrie aéronautique pour ses besoins de documentation technique[6].

#### Une langue de fiction
La création d'une langue imaginaire (comme celle d'une mythologie ou d'une histoire) permet de donner une profondeur à une civilisation. Plusieurs auteurs ont ainsi créé des langues pour les héros de leur œuvre (par exemple les langues elfiques de J. R. R. Tolkien qui avait appris l'espéranto, ou le klingon de Star Trek). Dans le domaine de la BD, les Schtroumpfs ont leur manière de parler, mais il s'agit plus d'un code appliqué à la langue de la bande dessinée que d'une vraie langue (d'autant que dans certains cas, le parler schtroumpf ne véhicule pas assez d'informations pour que les personnages se comprennent).

#### Dans une œuvre musicale
Le groupe de musique Magma (musique progressive, groupe fondé en 1969) ne chante qu'en kobaïen, langue créée pour l'occasion, ou encore Sigur Rós chante en vonlenska. Adriano Celentano chante en 1973 Prisencolinensinainciusol dans une langue inventée, le titre voulant dire « amour universel ». Un autre exemple de langue créée pour les besoins d'une œuvre musicale est le klokobetz, un idiome inventé par le chanteur et guitariste Nosfell dans son premier album Pomaïe Klokochazia balek. Le groupe de black metal ou blackgaze Trhä chante toute son œuvre dans des langues inventées qui ont la caractéristique d'être féériques et stridentes. Ces langues font référence à des mondes de fiction et non au monde réel,. Dans ce cas où les références du système linguistique sont elles-mêmes fictives, le sens de l’œuvre d'art est purement autonome et internaliste.

#### Le plaisir de la création
Une langue peut être créée par des passionnés au même titre que n'importe quelle œuvre d'art. Ainsi, il existe des communautés virtuelles d'idéolinguistes (ou « conlangers » en anglais) qui partagent leur passion de la création.

#### La résolution d'un conflit précis
Lorsque deux camps sont engagés dans une guerre longue, une meilleure compréhension est indispensable, et la création d'une langue locale commune, basée sur les deux cultures en jeu uniquement, permettrait de limiter les influences étrangères. Le russenorsk est un exemple de ce cas de figure.

#### Impostures
En 1702 un dénommé George Psalmanazar fut présenté comme prince de Formose à la haute société anglaise. Il suscita beaucoup d'intérêt pour sa présentation de la langue et des coutumes de son pays. Il publia une Description historique et géographique de l'île de Formose qui se révéla être totalement sortie de son imagination.
En 1882 le séminariste Jean Parisot (1861-1923) publia une Grammaire et Vocabulaire de la Langue Taensa à partir, affirme-t-il, de notes retrouvées dans les archives de son grand-père Jean-Dominique Haumonté. Il parvint à obtenir la cosignature de Lucien Adam (1833-1918), un linguiste réputé, et le Congrès des américanistes consacra plusieurs séances à cette langue. Ce ne sera qu'en 1885 que l'anthropologue Daniel Garrison Brinton démontra que cette prétendue langue des Indiens Taensas était une invention.

## Historique
Le premier essai vaguement connu de création d'un langage universel nous ramène au IIe siècle. Précurseur dans le domaine de l'expérimentation médicale, Galien construit un système de signes dont il ne reste pour traces que quelques notes historiques. Dix siècles s'écoulent ensuite sans événement notable dans ce domaine jusqu'à ce que l'abbesse Hildegarde de Bingen élabore un système de langue écrite (a-t-elle été parlée ?) par elle seule, Lingua Ignota.
Francis Bacon (1561-1626), savant et philosophe anglais, chancelier d'Angleterre sous Jacques Ier, élabora le schéma d'une langue universelle.
René Descartes (1596-1650), philosophe et savant français, écrivit le 20 novembre 1629 une lettre à son ami le Père Marin Mersenne :
« Il faudra que l'humanité crée une langue internationale ; sa grammaire sera si simple qu'on pourra l'apprendre en quelques heures ; il y aura une seule déclinaison et une seule conjugaison ; il n'y aura point d'exceptions ni irrégularités et les mots dériveront les uns des autres au moyen d'affixes. »
Gottfried Wilhelm Leibniz (1646-1716), philosophe, mathématicien et savant allemand, élabora le projet d'une caractéristique universelle.
Comenius (1592-1670), humaniste tchèque, auteur de Porte ouverte sur les langues (1631), est un précurseur de la pédagogie moderne. Une langue commune est nécessaire pour le monde. Elle doit être « entièrement nouvelle » et « plus facile que toutes les langues ».
John Wilkins (1614-1672), évêque et scientifique anglais, reprit l'idée de Descartes et élabora une langue analytique que Jorge Luis Borges mentionne à plusieurs reprises.
André-Marie Ampère (1775-1836), physicien et mathématicien français, a inventé à 18 ans, « une langue universelle au service de la paix et du rapprochement des peuples. »

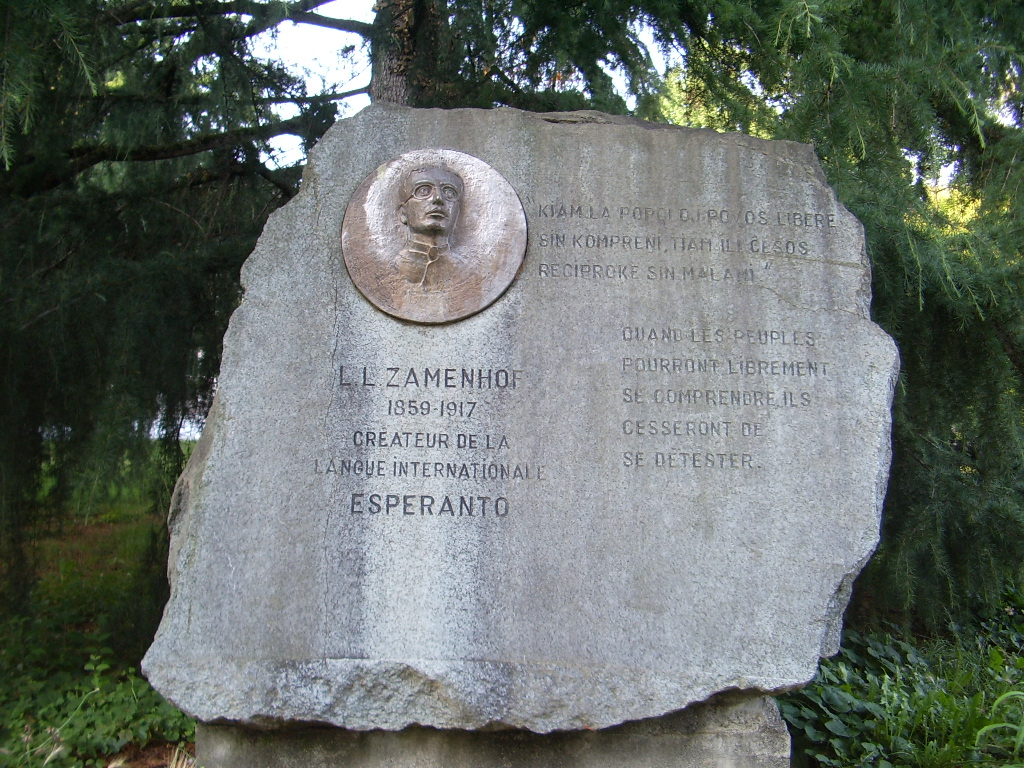
Monument à Zamenhof à Pau : « Quand les peuples pourront librement se comprendre, ils cesseront de se détester. »

Louis-Lazare Zamenhof (1859-1917), médecin ophtalmologiste et linguiste polonais, initiateur (en 1887) de l’espéranto.
Léon Tolstoï (1828-1910), un des plus grands écrivains russes : « J'ai trouvé le volapük très compliqué et, au contraire, l'espéranto très simple. Il est si facile qu'ayant reçu, il y a déjà six ans, une grammaire, un dictionnaire et des articles en cette langue, j'ai pu arriver, au bout de deux petites heures, sinon à l'écrire, du moins à la lire couramment. Les sacrifices que fera tout homme de notre monde européen en consacrant quelque temps à l'étude de l'espéranto sont tellement petits, et les résultats qui peuvent en découler tellement immenses, qu'on ne peut pas se refuser à faire cet essai. » — Lettre aux Éditions Posrednik, 27 avril 1894.
Jules Verne (1828-1905), écrivain français. Son livre inédit jusqu'en 1993 traite en 50 pages de l'Espéranto dans le récit Voyages d'études.
« La clé d'une langue commune, perdue dans la Tour de Babel, peut être seulement construite par l'usage de l'Espéranto. »
Mohandas Karamchand Gandhi (1869-1948), avocat, philosophe, ascète et homme politique indien. Il fut le principal artisan de l'indépendance de l'Inde, qu'il entreprit d'obtenir du Royaume-Uni par la non-violence active. « Je suis pour un même calendrier pour le monde entier, comme je suis pour une même monnaie pour tous les peuples et pour une langue auxiliaire mondiale comme l'espéranto pour tous les peuples. »
Ferdinand de Saussure, fondateur de la linguistique, Cours de linguistique générale : « L'homme qui prétendrait composer une langue immuable, que la postérité devrait accepter comme telle, ressemblerait à la poule qui a couvé un œuf de canard : la langue créée par lui serait exportée bon gré mal gré par le courant qui emporte toutes les langues. »
Antonio Gramsci (1891-1937), le penseur révolutionnaire italien, décrivit l'espéranto  comme un « cadavre qui empeste, qui agresse la vie dans son devenir » : « La réussite et la diffusion d'une langue donnée dépend strictement de la complexité et de l'activité sociale du peuple qui la parle. […] L'espéranto, la langue unique, n'est rien d'autre qu'une superstition, l'illusion de mentalités cosmopolites, humanitaires, démocratiques, qui n'ont pas encore été rendues fertiles, pas encore démystifiées par le criticisme historique. ». L'utilisation du terme « langue unique » pour l'espéranto, alors que les tenants de cette langue internationale auxiliaire veulent une langue commune et refusent totalement cette notion de langue unique, indique que ce grand intellectuel marxiste, dirigeant du Parti communiste italien, ne connaissait pas l'espéranto.
Inazo Nitobe (1862-1933) scientifique, membre de l'Académie impériale du Japon. Esperanto as an International Language (1922), rapport réalisé en tant que sous-secrétaire général de la Société des Nations) : « On peut affirmer avec une certitude absolue que l'espéranto est de huit à dix fois plus facile que n'importe quelle langue étrangère et qu'il est possible d'acquérir une parfaite élocution sans quitter son propre pays. Ceci est en soi un résultat très appréciable ».
En 1997, le japonais Mizuta Sentarō (水田 扇太郎), crée le noxilo ou noxiro (ノシロ語 (Noxiro go), noɕiɽoɡo), comme langage international auxiliaire, prétextant que l’espéranto est trop orienté vers les langues européennes. Il crée un site web pour le promouvoir. Cette langue construite ne semble pourtant pas avoir eu l'effet escompté. En effet les grandes langues asiatiques (chinois, japonais, indonésien, hindi, arabe) sont très différentes les unes des autres et appartiennent à des familles linguistiques totalement distinctes. De plus la langue plurinationale dominante est aujourd'hui l'anglais, y compris en Asie.

## La construction d'une langue
Fondamentalement, une langue se construit autour de ces piliers :
- un système d'écriture ;
- un système phonologique ;
- un lexique ;
- une grammaire (morphologie, syntaxe).

## Types de langues construites
On distingue trois types de langues construites, selon que leur vocabulaire et leur grammaire s'inspirent ou non des langues naturelles : dans le premier cas on parle de langue construite a posteriori, dans le second cas de langue construite a priori. Les cas intermédiaires, plus difficiles à analyser, sont ceux des langues dites mixtes.
La tendance d'une langue à se rapprocher des langues naturelles se nomme le naturalisme. La tendance inverse est qualifiée de schématisme.
Il va de soi que cette classification n'est qu'un outil commode mais sommaire. Dans un même type, différentes langues construites peuvent présenter un plus ou moins haut degré de naturalisme ou de schématisme.
Ainsi, dans la catégorie des langues a posteriori, l'interlingua représente un cas extrême de naturalisme, comme la lingua franca nova (lfn, elefen) ; le novial, l'occidental ou l'ido présentant cette tendance à des degrés moindres.
Une langue construite a posteriori peut souvent se reconnaître par l'utilisation qu'elle fait de mots provenant d'une ou plusieurs langues naturelles (ainsi en espéranto, terre = tero, ciel = ĉielo, eau = akvo, feu = fajro), encore que cette utilisation ne soit pas toujours immédiatement transparente (algorithme du lojban…).
La langue des oiseaux ou langue des anges est un type de langue secrète créée à partir des correspondances phonétiques et analogiques des mots.
Sans qu'il soit possible d'en faire une généralité, les langues construites a posteriori sont majoritaires et ont vocation à servir de langues auxiliaires internationales, pour des raisons évidentes d'aspect pratique d'apprentissage et d'enrichissement du vocabulaire courant (espéranto, afrihili...). Toutes les langues a posteriori n'ont pas pour autant cette prétention et certaines tiennent simplement de l'exercice théorique ou philosophique (brithenig, novlangue…).
Selon leurs objectifs, les langues construites a priori sont surtout des projets de langues, sans communauté permanente de locuteurs, souvent plus théoriques ou à vocation artistique et fictionnelle — sans exclure cependant la communication internationale (cas par exemple du kotava). Elles possèdent un vocabulaire qui a son ton propre (klingon, langues d'Arda…), et utilisent même parfois des chiffres, des symboles (langage Bliss, pasigraphies…), des notes de musique (Solresol).
Les langues construites mixtes représentent pour leur part une catégorie plus vague et de multiples raisons peuvent conduire à y classer une langue. On citera tout d'abord le volapük procédant d'un mélange entre d'une part, une grammaire extrêmement schématique aux éléments souvent a priori (pronoms, conjonctions, terminaisons, etc.) et d'autre part des racines naturelles majoritairement germaniques considérablement déformées par les idées et la fantaisie du créateur de la langue. Un cas apparemment très différent est celui du bolak qui associe une grammaire relativement naturaliste à des règles phonétiques arbitraires générant mécaniquement des mots tout aussi arbitraires.
Ces deux démarches presque inverses donnent naissance à deux langues présentant finalement plus de points communs qu'il peut y sembler dès l'abord.

## Autres catégories
Pour des besoins pratiques et transversalement à la classification présentée ci-dessus, on distingue différentes autres catégories de langues, bâties sur des critères variés. On distingue ainsi des langues flexionnelles (interlingua), isolantes (glosa), logiques (loglan), fictionnelles (klingon), simplifiées (latino sine flexione), philosophiques (projet de Delormel), etc.
Les anglophones distinguent :
- Conlang : langue construite (le terme le plus utilisé) ;
- Artlang : langue artificielle ou artistique, plutôt personnelle ;
- Auxlang : langue auxiliaire, comme l'espéranto ;
- Modlang : de l'anglais Model Language : langue-maquette, langue en modèle réduit, langue-jouet…

## Exemples de langues construites
La liste qui suit est volontairement limitée à quelques exemples significatifs. Davantage d'esquisses de langues construites imaginaires sont présentes dans la liste de langues construites (classées en nombre de locuteurs, par but, etc.) ainsi que dans la page catégorie des langues construites.

### Langues étatiques ou régionales reconstruites
Contrairement à une croyance assez répandue, y compris chez des linguistes, l'indonésien, langue nationale de la république d'Indonésie, n'est pas une langue construite. C'est une des formes du malais, qui a rapidement évolué depuis l'indépendance (1945), suivant l'évolution de la société indonésienne elle-même. Elle s'est enrichie de mots provenant de différentes langues régionales, notamment du javanais, qui compte le plus grand nombre de locuteurs. Depuis le XVe siècle, du fait de l'essor de la cité de Malacca qui devient le principal port d'Asie du Sud-Est, le malais est en effet la langue véhiculaire dans tout l'archipel. L'importance qu'a prise le malais remonte sans doute plus loin dans le temps, puisqu'on trouve à Java des inscriptions en malais datant du Xe siècle.

### Langues construites non étatiques

#### Langues construites complètes disposant d'une communauté relativement importante de locuteurs et d'une presse depuis plusieurs décennies
- l'espéranto (1887), langue parlée aujourd’hui dans 120 pays du monde, par beaucoup (cent fois ?[réf. nécessaire]) plus de locuteurs que les autres langues construites, avec une littérature et une musique originales. Une étude a montré que 91,6 % des journaux dédiés à une langue construite sont dédiés à l'espéranto[13] ;
- la langue des signes internationale, peut être considérée comme une langue construite.

#### Langues construites en général complètes, disposant d'une communauté réduite de locuteurs permanents
- le volapük (1879), langage ayant eu un succès foudroyant et quasiment mort 10 ans plus tard[14], 2,6 % des journaux[13] ;
- le latino sine flexione (1903), latin simplifié construit par Giuseppe Peano utilisé dans des publications scientifiques et journaux ;
- l'ido (1907), dérivé de l'espéranto et se voulant plus naturaliste que ce dernier, 2,5 % des journaux[13] ;
- l'occidental (1922), langue latine assez simple (devenue ensuite interlingue), 0,9 % des journaux[13] ;
- l'interlingua (1924), langue latine naturaliste, se lisant aisément mais s'écrivant plus difficilement, 0,7 % des journaux[13].

#### Projets de langues construites  non complètes et ou non parlés ou quasiment pas, dites langues imaginaires
- la langue des oiseaux, ou langage des anges ou encore langage alchimique, est une langue secrète fondée sur l'homophonie et les correspondances analogiques ;
- la lingua ignota, une version modifiée du latin créée à des buts mystiques par Hildegarde de Bingen ;

##### Premières tentatives
- Baleybelen (1574), langue construite ayant pour base des langues du Moyen-Orient ;
- langue universelle de Sudre, appelée souvent solresol (1866), car ne nécessitant que les sept notes de la gamme musicale ; selon certaines classifications, la plus ancienne langue construite encore entièrement documentée (1822–1868) ;
- universal glot (1868), langue composite naturaliste européenne due à Jean Pirro ; ressemble considérablement à l'occidental plus jeune mais contient beaucoup plus d'éléments germaniques ;
- zilengo (1880 env.), langue agglutinante créée par Asajiro Oka ;
- signuno (après 1950), espéranto en langue des signes, basée sur la langue des signes internationale ;
- loglan (1955), langue basée sur la logique des prédicats de premier ordre, créée par le linguiste James Cooke Brown ;
- lingua sistemfrater (1957), vocabulaire pan-européen, avec une grammaire simplifiée de type asiatique, créée par un Vietnamien ;
- kotava (1978), langue construite a priori, utilisant une grammaire originale et un vocabulaire riche (plus de trente-mille mots)[15] ;

##### Après les années 1980
- Uropi (1986), langue de synthèse créée par Joël Landais, un enseignant français, dans le but de servir de langue auxiliaire pour l'Europe ;
- lojban (1987), dissidence du loglan, basée sur les mêmes principes mais possédant un vocabulaire différent ;
- eurolang (1995), langue artificielle créée par Philip Hunt entre 1995 et 1998 pour servir de langue à l'Union européenne, ce projet fut abandonné ;
- la lingua franca nova ou elefen (1998), fondée sur le français, l'italien, le portugais, l'espagnol et le catalan ;
- toki pona (2001), langue construite simple d'environ 120 mots[16] ;
- slovianski ou interslave (2006), basée sur le slave commun pour faciliter la communication entre les nations slaves ;
- pandunia (2007), dont les emprunts lexicaux, toujours invariables, proviennent de deux douzaines de langues, y compris asiatiques[17] ;

##### Exemples d'esquisses de langues construites imaginaires dans des œuvres de fiction
- les langues des Nains, des Elfes, des Orques, dans l'œuvre de J. R. R. Tolkien, notamment :
  - le quenya, langue des Hauts-Elfes,
  - le sindarin, langue des Elfes Gris,
  - le noir parler, la langue de Sauron dont on ne connaît qu'une dizaine de mots,
  - le khuzdul, langue des nains,
  - l'adûnaic, langue vernaculaire de Númenor, qui évolua vers le westron, langue commune de la Terre du Milieu,
- les langues des peuples du roman Le Trône de fer de George R. R. Martin et créées par David J. Peterson :
  - le dothraki, langue parlée par le peuple du même nom,
  - le haut valyrien, langue parlée principalement par Daenerys Targaryen,
- le fourchelang, langue permettant de communiquer avec les serpents dans Harry Potter, l'œuvre de J. K. Rowling ;
- le goa'uld, langue parlée par les Goa'uld, les Abydossiens et beaucoup de peuples de Stargate SG-1 lors des premières saisons principalement ;
- le goréen, dans la série de romans les Chroniques de Gor ; il est aussi utilisé dans le contexte de jeu de rôle Adulte ;
- la langue grand-singe des « grands singes » dans les Tarzan d'Edgar R. Burroughs ; un lexique a été établi par Francis Lacassin dans son Tarzan (10/18) ;
- le klingon, langue des Klingons dans Star Trek, créée par Marc Okrand ;
- l'atlante, langue de l'Atlantide dans Atlantide, l'empire perdu, créée par Marc Okrand ;
- le ku, langue parlée au Matobo, pays africain fictif, créée pour le film L'Interprète (2005) ;
- le mando'a, langue des Mandaloriens dans Star Wars ;
- le na'vi, langue parlée par les autochtones de la planète Pandora, dans le film Avatar de James Cameron (2009) ;
- novlangue, simplification de l'anglais visant à rendre impossible l'expression des idées subversives, puis à limiter les libertés personnelles, dans le roman 1984 de George Orwell) ;
- le schtroumpf, langue parlée par les schtroumpfs : elle repose sur le principe de remplacer un ou plusieurs mots d'une phrase par le mot « schtroumpf » ; par exemple la phrase « la maison brûle » pourra se traduire par « la schtroumpf brûle », « la maison schtroumpfe » ou encore « la schtroumpf schtroumpfe » ;
- le simlish, langue improvisée utilisée dans la série Les Sims ;
- le d'ni, que l'on trouve dans les jeux vidéo Riven et Uru: Ages Beyond Myst, de Cyan ;
- le wardwesân, langue dans laquelle a été rédigé Ward Ier-IIe siècle de Frédéric Werst ;
- l'azazilùš, créé par Romain Filstroff (alias Monte de la chaine Linguisticae sur Youtube) pour les besoins de la série Calls, une série produite par Canal +. La langue est dérivée de plusieurs langues antiques comme le sumérien, l'élamite, l'akkadien, le hittite, proto-indo-européen ou encore l'hébreu.

##### Exemples d'esquisses de langues construites imaginaires dans des œuvres musicales
- Dogorien, inventé par Étienne Perruchon[18], utilisé dans le film Dogora : Ouvrons les yeux de Patrice Leconte ;
- Kobaïen, inventé par Christian Vander pour Magma ;
- Mella, inventé par Julien Avisse, alias Melabih, pour le groupe Olympus Mons ;
- O julissi na jalini, inventé par Ishtar (ils ont représenté la Belgique au concours Eurovision de la chanson 2008) ;
- Sanomi, inventé par Urban Trad (ils ont représenté la Belgique au concours Eurovision de la chanson 2003) ;
- Vonlenska, inventé par Jón Þór Birgisson pour Sigur Rós ;
- Klokobetz, inventée par le chanteur français Labyala Fela Da Jawid Fel (dit Nosfell) pour le groupe Nosfell.